# Sabugal
Sabugal ist eine Gemeinde und Stadt (Cidade) in Portugal mit 1901 Einwohnern (Stand 30. Juni 2011). Es gehört zur Rede de Judiarias, einem Verbund von Orten mit historisch bedeutenden jüdischen Gemeinden, die u. a. ein gemeinsames touristisches Marketing betreiben. Mit dem Ort Sortelha liegt zudem eines der historischen Dörfer (Aldeias Históricas de Portugal) im Kreis von Sabugal.

## Geschichte
Die Stadt liegt im Gebiet des Flusses Côa mit seinen Ausgrabungsstätten des Parque Arqueológico do Vale do Côa. Im Stadtgebiet gibt es Spuren menschlicher Besiedlung bis in die Jungsteinzeit. Zahlreich sind die Funde aus der Bronzezeit, und aus der Eisenzeit sind verschiedene Befestigungsanlagen, Metall- und Keramikgegenstände erhalten.
Die ganze Gegend erlebte in den Jahrhunderten nach dem Ende der römischen Besatzung eine wechselhafte Geschichte und war mal maurisch, mal gehörte es zum Königreich León, und mal war es portugiesisch, was es seit dem Vertrag von Alcañices 1297 formal und nach zahlreichen kastilischen Angriffen bis 1393 dann faktisch geblieben ist.
Im Zuge der Verwaltungserneuerungen erhält Sabugal von König Manuel Verwaltungsrechte ("Foral") und modernisierte Befestigungsanlagen.
Am 3. April 1811 besiegten britische und portugiesische Truppen hier die napoleonische Invasionsarmee und vertrieben die Franzosen mit diesem Sieg endgültig aus Portugal.
Mit den Verwaltungsreformen Mitte des 19. Jahrhunderts wurde 1855 der Kreis (Concelho) von Sabugal geschaffen, in dem 40 Gemeinden (Freguesias) zusammengefasst wurden, darunter die zuvor eigenständigen Kreise Alfaiates, Vila do Touro, Sortelha und Vilar Maior.
Die Gemeinde ist Namensgeberin für das Mineral Sabugalit, das in der nahe gelegenen Grube Bica entdeckt und 1951 von Clifford Frondel erstbeschrieben wurde.

## Verwaltung

### Der Kreis
Sabugal ist Sitz eines gleichnamigen Kreises, der im Osten an Spanien grenzt. Die Nachbarkreise sind (im Gegen-Uhrzeigersinn im Norden beginnend): Almeida,  Guarda, Belmonte, Fundão, sowie Penamacor.
Mit der Gebietsreform im September 2013 wurden mehrere Gemeinden zu neuen Gemeinden zusammengefasst, sodass sich die Zahl der Gemeinden von zuvor 41 auf 30 verringerte.
Die folgenden Gemeinden (freguesias) liegen im Kreis Sabugal:

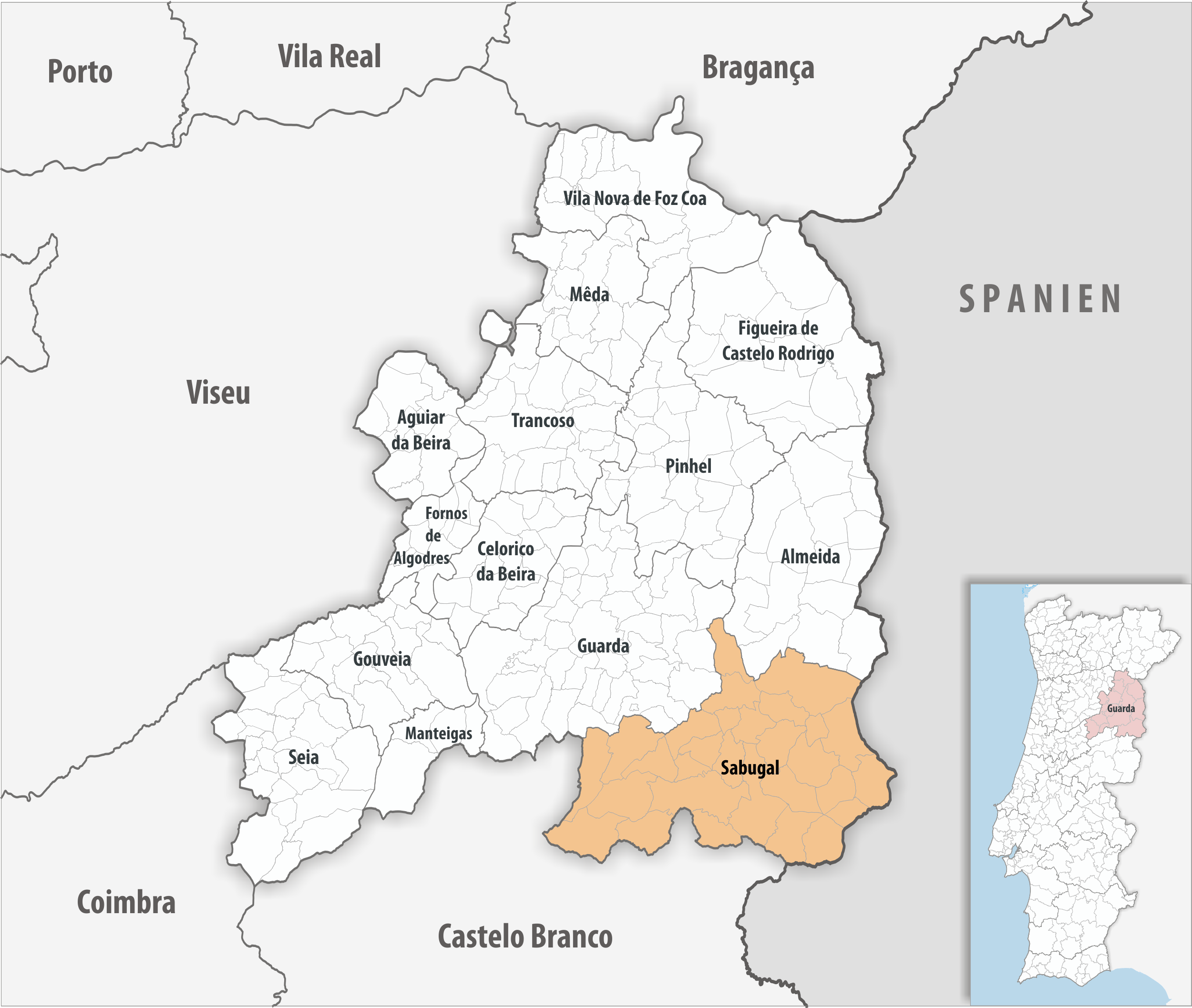
Kreis Sabugal

| Gemeinde                                   | Einwohner (2021) | Fläche km² | Dichte Einw./km² | LAU- Code |
| ------------------------------------------ | ---------------- | ---------- | ---------------- | --------- |
| Águas Belas                                | 167              | 20,57      | 8                | 091101    |
| Aldeia da Ponte                            | 262              | 36,69      | 7                | 091103    |
| Aldeia da Ribeira, Vilar Maior e Badamalos | 266              | 68,79      | 4                | 091141    |
| Aldeia do Bispo                            | 239              | 13,14      | 18               | 091102    |
| Aldeia Velha                               | 413              | 20,88      | 20               | 091106    |
| Alfaiates                                  | 360              | 31,43      | 11               | 091107    |
| Baraçal                                    | 208              | 16,03      | 13               | 091109    |
| Bendada                                    | 473              | 34,60      | 14               | 091110    |
| Bismula                                    | 190              | 19,13      | 10               | 091111    |
| Casteleiro                                 | 311              | 44,50      | 7                | 091112    |
| Cerdeira do Côa                            | 188              | 23,43      | 8                | 091113    |
| Fóios                                      | 310              | 28,31      | 11               | 091114    |
| Lajeosa e Forcalhos                        | 219              | 28,93      | 8                | 091142    |
| Malcata                                    | 322              | 21,25      | 15               | 091118    |
| Nave                                       | 230              | 27,13      | 8                | 091120    |
| Pousafoles do Bispo, Pena Lobo e Lomba     | 390              | 38,16      | 10               | 091143    |
| Quadrazais                                 | 380              | 40,61      | 9                | 091123    |
| Quinta de São Bartolomeu                   | 171              | 10,64      | 16               | 091124    |
| Rapoula do Côa                             | 268              | 7,94       | 34               | 091125    |
| Rebolosa                                   | 205              | 8,98       | 23               | 091126    |
| Rendo                                      | 212              | 21,51      | 10               | 091127    |
| Ruvina, Ruivós e Vale das Éguas            | 195              | 18,42      | 11               | 091144    |
| Sabugal e Aldeia de Santo António          | 2.604            | 56,34      | 46               | 091145    |
| Santo Estêvão e Moita                      | 327              | 29,00      | 11               | 091146    |
| Seixo do Côa e Vale Longo                  | 182              | 25,03      | 7                | 091147    |
| Sortelha                                   | 320              | 39,64      | 8                | 091133    |
| Souto                                      | 1.145            | 28,09      | 41               | 091134    |
| Vale de Espinho                            | 308              | 31,61      | 10               | 091136    |
| Vila Boa                                   | 238              | 8,62       | 28               | 091138    |
| Vila do Touro                              | 177              | 23,31      | 8                | 091139    |
| Kreis Sabugal                              | 11.280           | 822,71     | 14               | 0911      |

### Bevölkerungsentwicklung
| 1801 | 1849   | 1900   | 1930   | 1960   | 1981   | 1991   | 2001   | 2011   |
| 7157 | 11.669 | 33.047 | 33.774 | 38.062 | 18.927 | 16.919 | 14.871 | 12.544 |

## Söhne und Töchter
- José Francisco Sanches Alves (* 1941), Erzbischof von Évora
- Manuel António Pina (1943–2012), Journalist und Schriftsteller
- Joaquim Sapinho (* 1964), Filmregisseur und -produzent